# 村上萌のCutie Party
村上萌のCutie Party（むらかみもえのキューティーパーティー）は、TBSラジオで2010年10月4日から12月30日まで毎週月曜から金曜の24:50 - 25:00に放送されていたトーク番組である。ファッションブランドFOREVER21の一社提供番組だった。

## パーソナリティー
- 村上萌
- 田中みな実（当時TBSアナウンサー）

## 放送時間
月曜 - 金曜 24:50 - 25:00

## 概要
カリスマモデル・村上萌とアナウンサー・田中みな実による、ゲストを迎えファッションについてのトーク。番組後半には音楽を一曲流す。
スポンサーのFOREVER21のCMは流されないが、「FOREVER21プレゼンツ」「FOREVER21の店舗から公開録音」というアナウンスや、FOREVER21についての話題がトークに出てくる。
1週目以外は、月曜から木曜はゲストとのトーク。金曜はメールを読む。3週目からの収録は全てFOREVER21店舗から公開録音で収録していた。
放送後には、公式サイトでポッドキャストによる配信も行っていた（現在は終了）。